# 顾仁恩
顾仁恩是1930年代和1940年代中国著名的自由传道人，1950年代初成为控诉运动中最早被打击的4名基督徒领袖之一（另外三人是陈文渊、梁小初、朱友渔）。
顾仁恩在少年时在上海圣公会开办的学校读书，但对宗教没有兴趣。青年時期，由于长相不错，考入电影公司，出演过影片《空谷兰》，成为默片时代一个小有名气的電影明星，也常有小報登载他的緋聞。他曾和后為共產黨領袖妻子的江青共同拍攝電影，并且戀愛。在1937年，由於江青前往延安投靠共產黨，他因为失恋跳黄浦江自杀。后来1930年代，顾仁恩在一次宋尚节带领的奋兴会中聽道大受感動悔改，脫離娱乐圈，并奉獻自己作傳道人，成为一个当时有影响的奋兴布道家。顾仁恩没有读过神学，讲道的风格也类似演戏，自由发挥，与宋尚节类似。他最出名的一次布道会是1939年—1940年间在昆明，和赵君影、石新我三人一連五十三天講「在財主門口的拉撒路」。此后回到上海。1942年，顾仁恩在北平布道，常去宋尚节的寓所"恩典院"交谈。期间其家人由香港乘日本船北上，途中为同盟国鱼雷击沉，全家溺死。
1951年2月24日－3月，顾仁恩应邀前往青岛，在济宁路浸信会和地方教会的龙山路聚会所布道，被政府以散布反动言论的罪名逮捕，是“帝国主义留下来的反动走狗”，在4月控诉运动开始时，即成为批判对象。甚至接受美国教士范爱莲赠送巧克力，即被指为美国特务。会上控诉者问：“像顾仁恩这样的人，该杀不该杀？”，台下怒吼：“该杀！该杀！”。
《又四十年》记载“一位从青岛来的姓王的代表。他控诉顾仁恩在青岛造谣和被捕的事。控诉完了, 就问听众：“这样的人，该杀不该杀？”台下有一个人喊了一声:“该杀！” 第二天人民日报上就有消息来说：“台下一片怒吼：‘该杀！该杀！’”这些控诉实际上成了以后全国控诉的样板。”所以可以确定这是中國共產黨的构陷。
顾仁恩被判刑15年，送到青海勞改，修鐵路。刑满释放后到北京，才发现老婆早已被中國共產黨安排與他離婚，由于无户口可以投奔，被迫回到青海，最后在那里去世。